# Chiêu Quân mộ

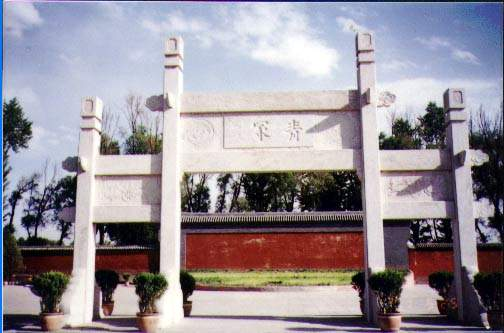
Cổng vào mộ Vương Chiêu Quân

Chiêu Quân mộ (tiếng Trung: 昭君墓; bính âm: Zhāojūnmù), nằm tại bờ nam sông Đại Hắc, khoảng 9 km về phía nam trung tâm thành phố Hohhot, Khu tự trị Nội Mông Cổ, Cộng hòa Nhân dân Trung Hoa, được cho là nơi yên nghỉ của Vương Chiêu Quân, một cung nhân thời Hán Nguyên Đế đã phải lấy thiền vu Hung Nô là Hô Hàn Tà. Khu mộ này rộng trên 13.340 m² (20 mẫu Trung Quốc), với gò mộ cao 33 m, bên trong có lẽ chứa thi hài của Chiêu Quân. Đây là một trong 8 cảnh quan đáng chú ý nhất của thành phố Hohhot.
Đề cập đầu tiên của người Trung Quốc về khu mộ này được ghi chép trong Thông điển (通典) của Đỗ Hữu (杜佑) thời nhà Đường.
Nó được người Mông Cổ gọi là Temür Urkhu (tiếng Trung: 特木爾烏爾虎 hay Đặc Mộc Nhĩ Ô Nhĩ Hổ), nghĩa là "tường sắt". Tên hiệu Thanh Trủng (青塚) có liên quan tới truyền thuyết là mỗi khi mùa thu tới, khi cỏ cây xung quanh đã tàn úa thì cỏ cây nơi đây vẫn còn xanh tươi.
Phía trước khu lăng mộ là tượng Vương Chiêu Quân và Hô Hàn Tà đúc bằng đồng thanh. Tháng 10 năm 1963, Đổng Tất Vũ, một nhà lãnh đạo của Cộng hòa Nhân dân Trung Hoa có tới đây đề thơ trên bia. Phía sau lăng mộ là các bia khắc thời nhà Thanh.
Các nhà thơ của nhiều thời đại từng có thơ ca về mộ Vương Chiêu Quân, như Đỗ Phủ thời Đường, Vương An Thạch thời Tống với Minh phi khúc, Kỳ Anh thời Thanh, Lý Đình Ngọc thời Trung Hoa dân quốc v.v..
Thời gian mở cửa tham quan: 8h đến 18h. Giá vé: 23 nhân dân tệ.